# Almost a Suicide (film 1912)
Almost a Suicide è un cortometraggio muto del 1912 prodotto dalla Nestor. Il nome del regista non viene riportato nei credit del film che, distribuito dall'Universal Film Manufacturing Company, aveva come interpreti Eddie Lyons e Dorothy Davenport.

## Produzione
Il film fu prodotto dalla Nestor Film Company.

## Distribuzione
Distribuito dall'Universal Film Manufacturing Company, il film - un cortometraggio di 150 metri - uscì nelle sale cinematografiche statunitensi il 6 dicembre 1912. Nelle proiezioni, veniva programmato con il sistema dello split reel, accorpato in un'unica bobina con un altro cortometraggio prodotto dalla Nestor, la commedia Brides and Bridles.